# Murad Chopanov
Murad Chopanov (en ruso: Мурад Чопанов; 18 de septiembre de 1998) es un deportista ruso que compite en judo. Ganó una medalla de plata en el Campeonato Europeo de Judo de 2025, en la categoría de –66 kg.

## Palmarés internacional
| Campeonato Europeo | Campeonato Europeo     | Campeonato Europeo | Campeonato Europeo |
| Año                | Lugar                  | Medalla            | Categoría          |
| ------------------ | ---------------------- | ------------------ | ------------------ |
| 2025               | Podgorica (Montenegro) | Medalla de plata   | –66 kg             |